# La truita
La truita (títol original: La Truite) és una pel·lícula francesa dirigida per Joseph Losey, adaptació de la novel·la homònima de Roger Vailland, i estrenada l'any 1982. Ha estat doblada al català.

## Argument
Traumatitzada des de la seva infantesa, Frédérique (anomenada la Truita) es venja sobre els homes provocant-los, sense donar-se mai a ells. Es casa amb un homosexual, Galuchat, i cohabita durant un cert temps amb l'amant d'aquest, el comte de Sant-Genis…

## L'heroïna
En el seu estudi de la pel·lícula, Stéphanie Dast comenta la protagonista en aquests termes: « Frédérique sembla inaccessible al món dels sentiments ; la seva fredor imperturbable, la seva insensibilitat i la seva indiferència fan d'ella una criatura inhumana.

## Repartiment
- Isabelle Huppert: Frédérique
- Jean-Pierre Cassel: Rambert
- Jeanne Moreau: Lou
- Daniel Olbrychski: Sant-Genis
- Jacques Spiesser: Galuchat
- Isao Yamagata: Daigo Hamada
- Jean-Paul Roussillon: Verjon
- Roland Bertin: El comte
- Lisette Malidor: Mariline
- Craig Stevens: Carter, President de la companyia
- Ruggero Raimondi: Convidat de la festa
- Alexis Smith: Gloria
- Lucas Belvaux: El comesos
- Pedra Forget: Pare de Frédérique
- Anne François: Hostessa d'Air France
- Ippo Fujikawa: Kumitaro
- Yuko Kada: Akiko
- Pascale Morand: Una tabolaire
- Frédérique Briel: Una tabolaire
- Joseph Losey Un home al bar japonès